# Albert Forcinal

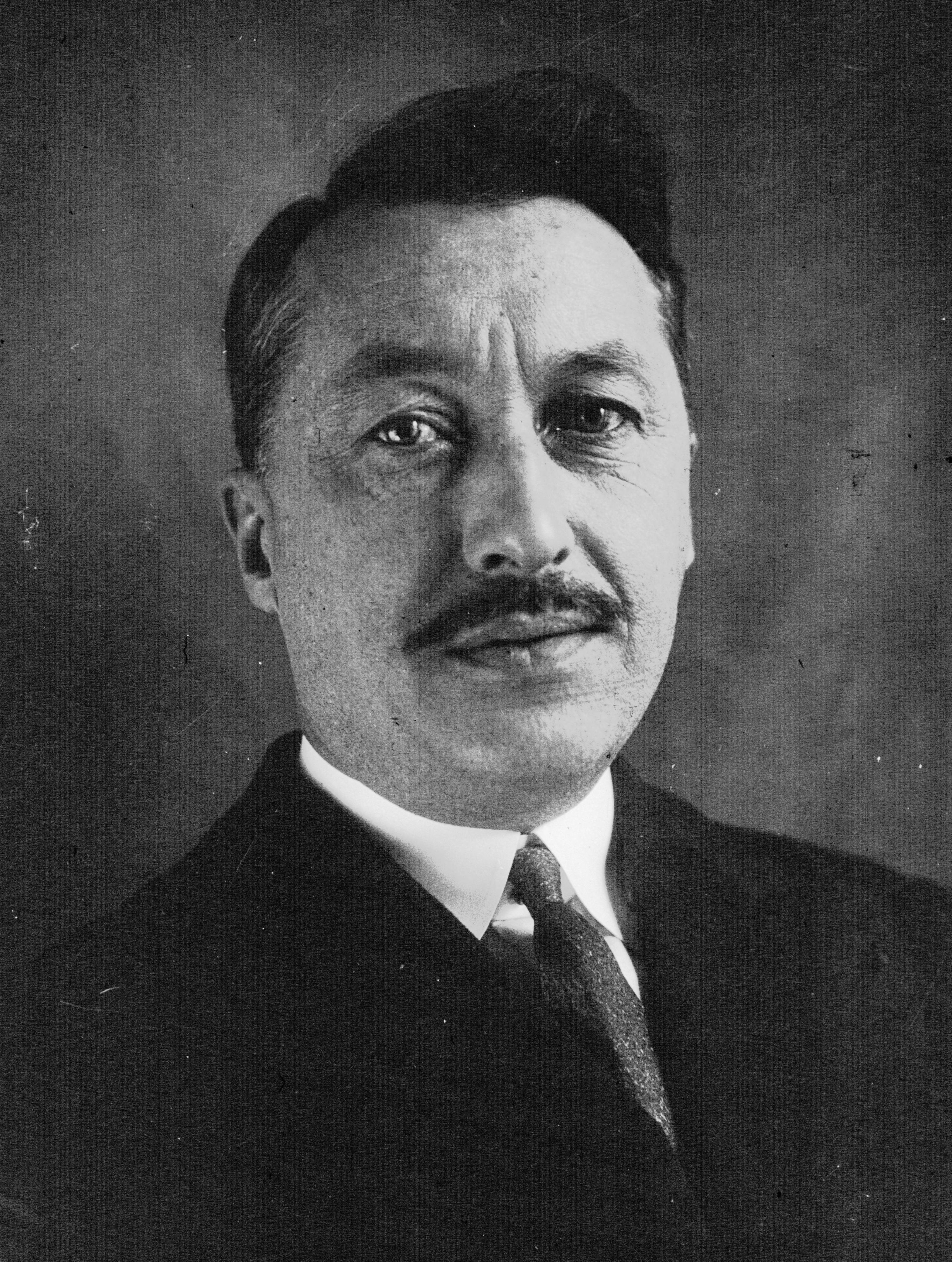
Albert Forcinal (1932)

Albert Forcinal (* 11. Mai 1887 in Gisors (Département Eure); † 1. November 1976 ebenda) war ein französischer Veteran des Ersten Weltkriegs, Résistance-Kämpfer, Häftling des KZ Buchenwald, Abgeordneter und kurzzeitig Regierungsmitglied.

## Leben und Wirken
Forcinal nahm am Ersten Weltkrieg teil und wurde in der Schlacht an der Marne verwundet. Dafür wurde er zum Offizier der Ehrenlegion ernannt. Von 1928 bis 1942 saß er als Vertreter des Départements Eure in der Abgeordnetenkammer. An der Sitzung der Nationalversammlung am 10. Juli 1940, auf der die erweiterten Vollmachten für Marschall Pétain beschlossen wurden und die das Ende der Dritten Republik bedeutete, nahm er nicht teil.
Im Zweiten Weltkrieg schloss er sich der Resistance an. 1943 wurde er verhaftet und in das KZ Buchenwald eingeliefert. Hier beteiligte er sich an der Arbeit des illegalen französischen Widerstandskomitees. 
Nach der Befreiung des KZ Buchenwald wirkte er mit an der Gründung des Nationalen Verbandes der Deportierten, Internierten und des patriotischen Widerstands (FNDIRP), der von Colonel Henri Manhès und Marcel Paul ins Leben gerufen wurde. Seit 1945 war er Abgeordneter der Assemblée consultative provisoire, ab 1946 der Nationalversammlung und 1947 kurzzeitig Regierungsmitglied.